# Polypodium arcanum
Polypodium arcanum är en stensöteväxtart som beskrevs av William Ralph Maxon. Polypodium arcanum ingår i släktet Polypodium och familjen Polypodiaceae.

## Underarter
Arten delas in i följande underarter:
- P. a. bakeri
- P. a. septentrionale